# Кастелло-Моліна-ді-Фіємме
Кастелло-Моліна-ді-Фіємме (італ. Castello-Molina di Fiemme) — муніципалітет в Італії, у регіоні Трентіно-Альто-Адідже,  провінція Тренто.
Кастелло-Моліна-ді-Фіємме розташоване на відстані близько 500 км на північ від Рима, 35 км на північний схід від Тренто.
Населення — 2289 осіб (2014).
Щорічний фестиваль відбувається 23 квітня. Покровитель — святий Юрій.

## Демографія
Населення за роками:

Станом на 1 січня 2023 року в муніципалітеті офіційно проживало 128 іноземців з 23 країн, серед них 41 громадянин країн Євросоюзу та 14 громадян України.

## Сусідні муніципалітети
- Антериво
- Капріана
- Карано
- Кавалезе
- П'єве-Тезіно
- Тельве
- Вальфлоріана